# Verdienstzeichen für Kunst und Wissenschaft

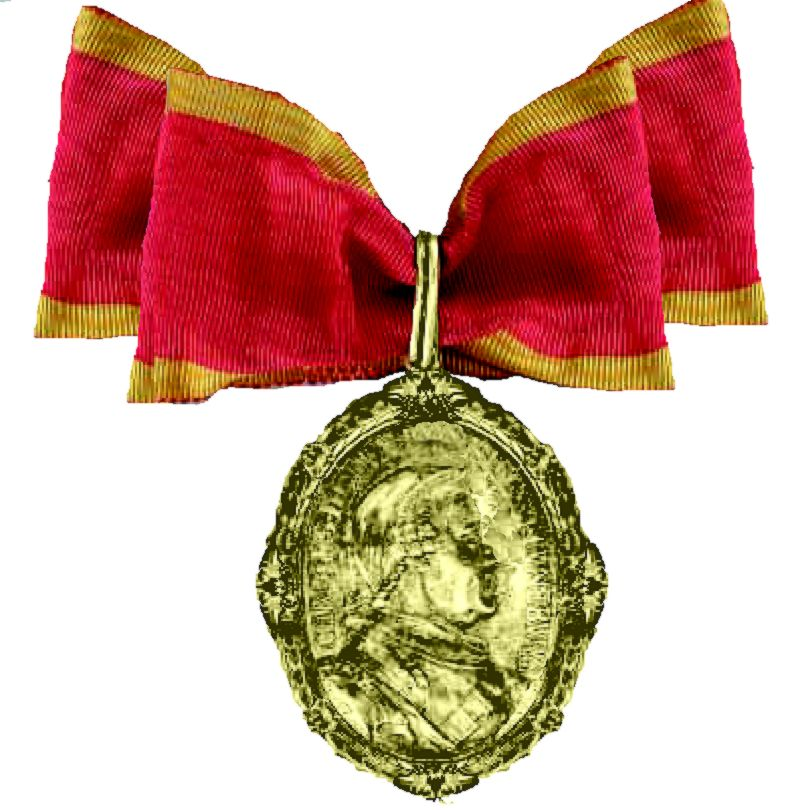
Verdienstzeichen für Kunst und Wissenschaft I. Klasse

Das Verdienstzeichen für Kunst und Wissenschaft wurde am 25. April 1908 durch Herzog Johann Albrecht zu Mecklenburg als Regent des Herzogtums Braunschweig gestiftet.

## Ordensklassen
Der Orden bestand aus zwei Klassen:
- I. Klasse in Gold
- II. Klasse in Silber

Am 17. April 1912 wurde die II. Klasse in zwei Abteilungen geteilt und als II. Klasse mit und ohne Krone verliehen.

## Ordensdekoration
Das Ordenszeichen hat die Form einer hochovalen Schaumünze. Auf der Vorderseite zeigt sie das nach rechts gewandte Brustbild von Herzog Carl I. im Küraß. Umlaufend die Inschrift:
Rückseitig das gekrönte Wappenschild mit dem nach links springenden Welfenross mit der Umschrift:

## Trageweise
Die I. Klasse wurde um den Hals, die II. Klasse an einem hochroten Band mit gelben Randstreifen auf der linken Brustseite getragen.